# Abigail Williams
Abigail Williams (12 de julho de 1680 – c. outubro de 1697) foi uma das primeiras acusadoras nos julgamentos das bruxas de Salem, que levou à detenção e prisão de mais de 150 pessoas inocentes, suspeitas de bruxaria.

## Julgamentos Das Bruxas De Salem
Abigail e sua prima Betty Parris , foram as duas acusadoras nos tribunais de 1692 e 1693. Tituba, uma escrava na época, foi a primeira a ser acusada de bruxaria. Williams tinha doze anos na época, e ela vivia com o seu tio, o pastor local, Rev. Samuel Parris, em Salem, depois de Nativos Americanos matarem seus pais durante um ataque. Seus pais se chamavam Joseph e Abigail Rogers. Esta, mais tarde, tornou-se Abigail Parris Williams. De acordo com testemunhas Rev. Deodat Lawson, ela e Betty começaram a ter ataques e que correram em torno dos quartos batendo os braços, passando por baixo de cadeiras, e tentando subir a chaminé. Alega-se que seu corpo se contorcia em aparentemente posições impossíveis.[carece de fontes?]
Isso alarmou muitos dos habitantes da aldeia de Salem. Samuel Parris decidiram chamar um médico para determinar se elas tinham algum tipo de doença. Dr. William Griggs tinha dificuldade de compreender as ações das duas meninas. Ele acreditava que não era uma questão médica e sugeriu que a mesma deve ser bruxaria. Foi ordenado que Tituba fizesse então um bolo de bruxa — centeio misturados com a urina de meninas aflitas —  e que o mesmo fosse dado para um cachorro. A teoria era de que o cão iria apresentar sintomas semelhantes se Abigail e Betty foram enfeitiçadas, e que iria provar que a bruxaria estava, de fato, sendo praticada.
Novas acusações foram logo feitas devido a Abigail e Betty afirmarem estar possuídas, resultando em 20 mortes. Três mulheres foram presas por suspeita de bruxaria, em 29 de fevereiro de 1692: Sarah Bom, Sarah Osborne, e Tituba. Eles eram todos culpados, mas a única a confessar foi Tituba. Sarah Bom, foi enforcada e Sarah Osborne morreu na prisão. Tituba foi libertada da prisão, um ano depois, quando o Rev. Samuel Parris, pagou as taxas de sua fiança. As acusações de Abigail e Betty  rapidamente se espalharam por toda a comunidade de Salem e às aldeias próximas (especialmente Andover), levando à prisão de muitas pessoas, e as mortes de 19 durante 1692-93. Depois de 1692, Abigail Williams desapareceu dos registros escritos, o que torna impossível para os historiadores saber mais sobre sua vida após os julgamentos.
Em 1976, Linnda R. Caporael apresentou a hipótese de que esses sintomas estranhos, podem ter sido causados pelo Ergotismo. A hipótese acredita que o centeio (principal ingrediente do pão) estava infectado com o esporão-do-centeio. O fungo parasita contém alcaloides que, se ingeridos, podem causar efeitos semelhantes ao uso de LSD, daí seriam explicadas as alucinações.   

## Legado
Na peça de Arthur Miller (1953), As Bruxas de Salem, uma dramática e parcialmente ficcional história dos julgamentos das bruxas de Salem, Abigail Williams é retratada como o principal instigador das acusações, motivada em grande parte pelo desejo de estar em um relacionamento com John Proctor, casado, agricultor, com quem ela tinha um caso. Na vida real, não existem evidências de que John Proctor e Abigail Williams se conheceram antes dos julgamentos. Sua idade em que o jogo tinha sido levantada a 17. Ela foi interpretada por Winona Ryder em na adaptação para o cinema em 1996.
A banda Motionless in White escreveu uma canção chamada "Abigail", inspirado na peça de Arthur Miller, vista pela perspectiva de John Proctor.[carece de fontes?] A canção está presente em seu álbum de estreia, Creatures.
A banda de Rock Kiriae Crucible escreveu uma música chamada "The Salem Witch Trial" em 1968.
Um grupo de punk rock espanhol chamado de Abigail's Cross retrata Abigail em seu álbum.
Abigail Williams banda de black metal americana formada em 2004.
Fate/Grand Order, é um jogo de RPG que tem um personagem baseado em Abigail Williams.